# 瑞穗溫泉
23°29′48″N 121°20′37″E / 23.4965639°N 121.3436069°E
瑞穗溫泉位於臺灣花蓮縣瑞穗鄉及萬榮鄉，為花蓮瑞穗地區觀光景點之一，因鄰近花蓮紅葉溫泉，也被稱作「紅葉外溫泉」；瑞穗溫泉、紅葉溫泉與安通溫泉為花蓮3大溫泉區，其中略帶金黃色的瑞穗溫泉有著生男之泉的美名；而較靠近山區的紅葉溫泉，水質清澈毫無味道，這兩種歷史悠久的溫泉搭配周遭環境清幽，加上這裡也提供不同價位、風格的湯屋或溫泉民宿，深深吸引不少旅客前往泡湯，消除一身的疲憊，享受冬日獨有的幸福溫度。
依地質分類，該溫泉屬於中央山脈大南澳片岩區的變質岩溫泉，其源頭位於紅葉溪上游虎頭山南麓。中華民國財團法人工業技術研究院曾鑿井探勘，在500公尺深度水溫約104℃。

## 泉質
瑞穗溫泉水色偏黃且混濁，略帶鹹味及鐵鏽味，久置可得紅色鐵質沉澱，且有一層碳酸鹽狀浮出。水溫約45℃，酸鹼pH值約6.7，氯離子濃度約558ppm，碳酸氫根離子約348ppm，鈉離子約621ppm，屬於氯化物碳酸鹽泉。

## 歷史
瑞穗溫泉區在大正8年（西元1919年）由日本人發現，當時發現瑞穗泉質與日本天皇級的有馬「金銀雙湯」泉質相同，係成為日本人趨之若鶩的泡湯聖地，也在地興建了一處附設「公共澡堂」的日式旅館，當時的名稱叫 做「滴翠閣」，傳統日式造型的木造建築，四周林木茂盛，環境清幽，是當年數一數二的高級度假旅館。
瑞穗溫泉區得天獨厚的擁有「氯化物碳酸鹽泉」及「碳酸氫鈉泉」二種泉質，氯化物碳酸鹽泉中富含鐵、鋇等礦物質，泉水中的鐵質遇到空氣氧化後，會在水面形成一層略帶鐵鏽味的黃濁色結晶物，俗稱「湯花」或「溫泉花」。